# El Colorado
El Colorado – ośrodek narciarski w Chile, w regionie Metropolitana. Położony jest około 39 km na wschód od stolicy kraju – Santiago, w pobliżu granicy z Argentyną. Leży na wysokości od 2430 m do 3333 m n.p.m. Znajduje się tu 113 tras i 2 snowparki obsługiwane przez 18 wyciągów. Sezon narciarski trwa tu od połowy czerwca do października, zależnie od opadów śniegu.
W 2016 roku ośrodek organizował pierwsze zawody Pucharu Świata w narciarstwie dowolnym w sezonie 2016/2017.

## Galeria

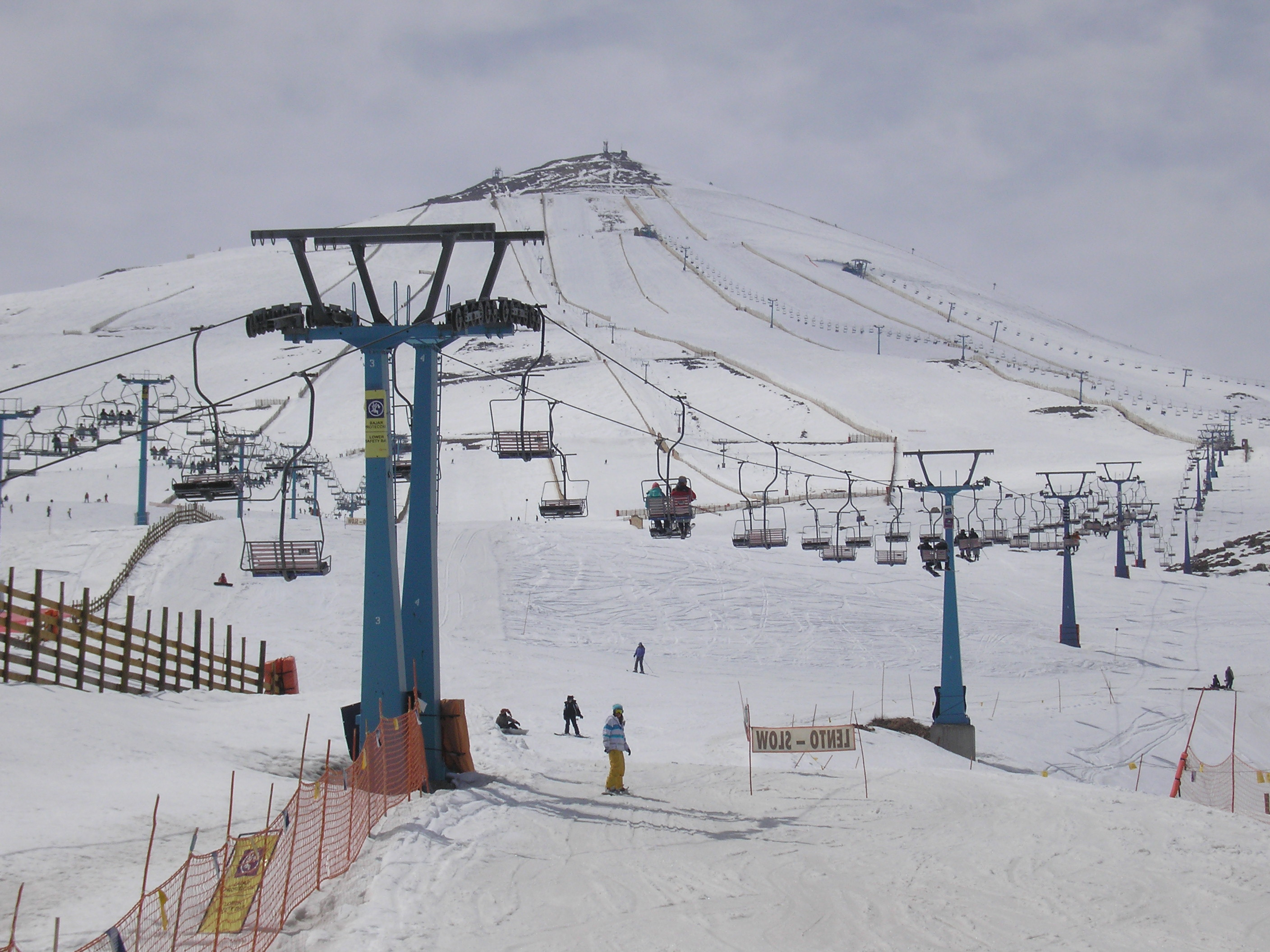
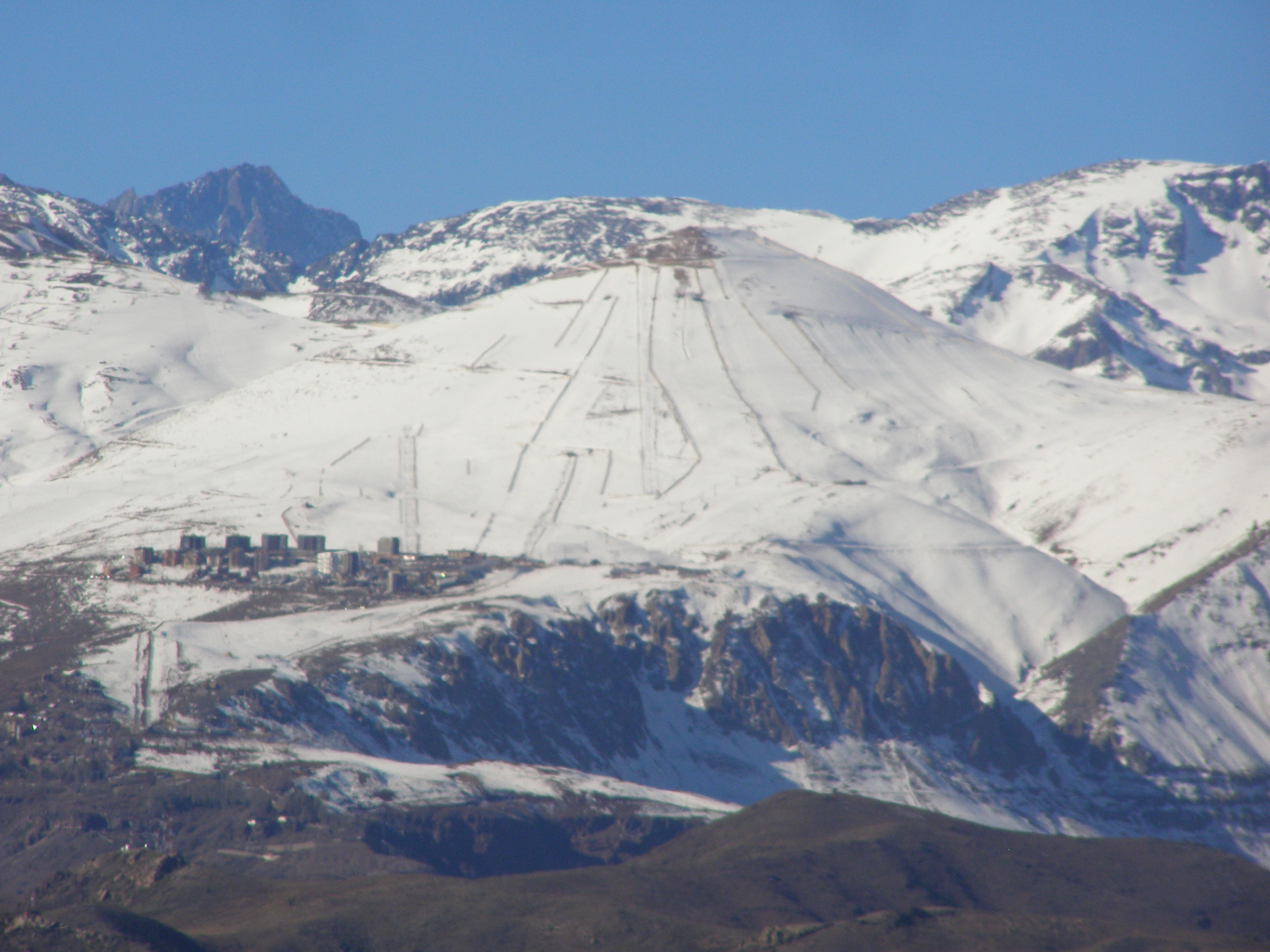
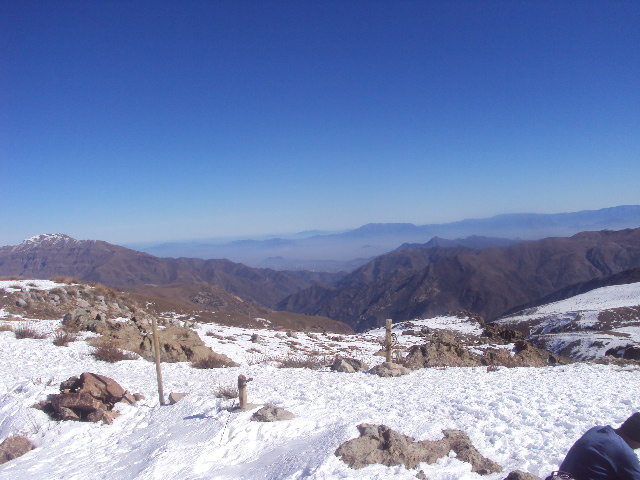
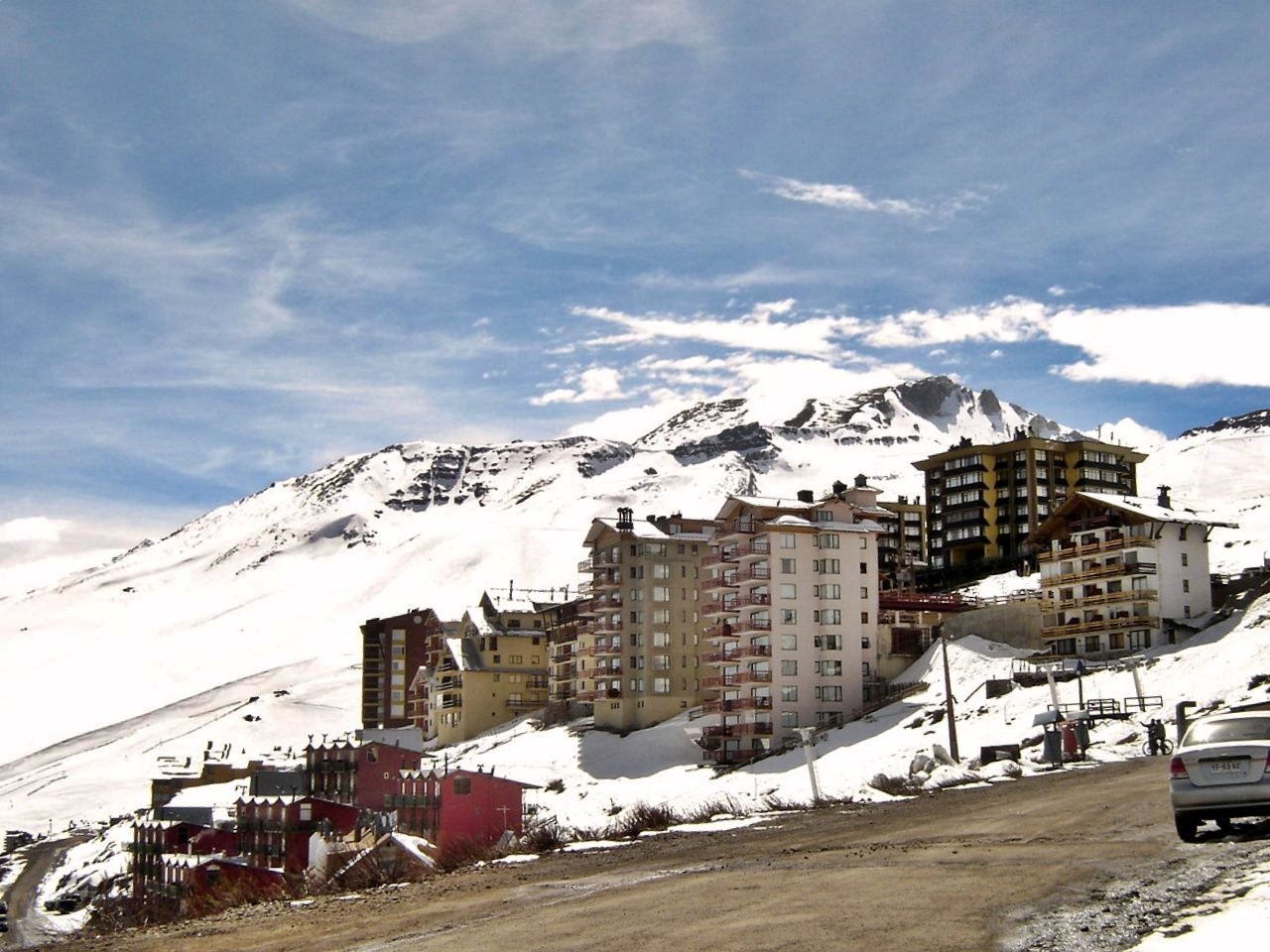